# Comarca de El Barco de Ávila-Piedrahíta
La comarca de Piedrahíta-El Barco de Ávila-Gredos es la comarca más occidental de la provincia de Ávila, España. Su parte occidental es también conocida como Comarca del Antiguo Señorío de Valdecorneja.

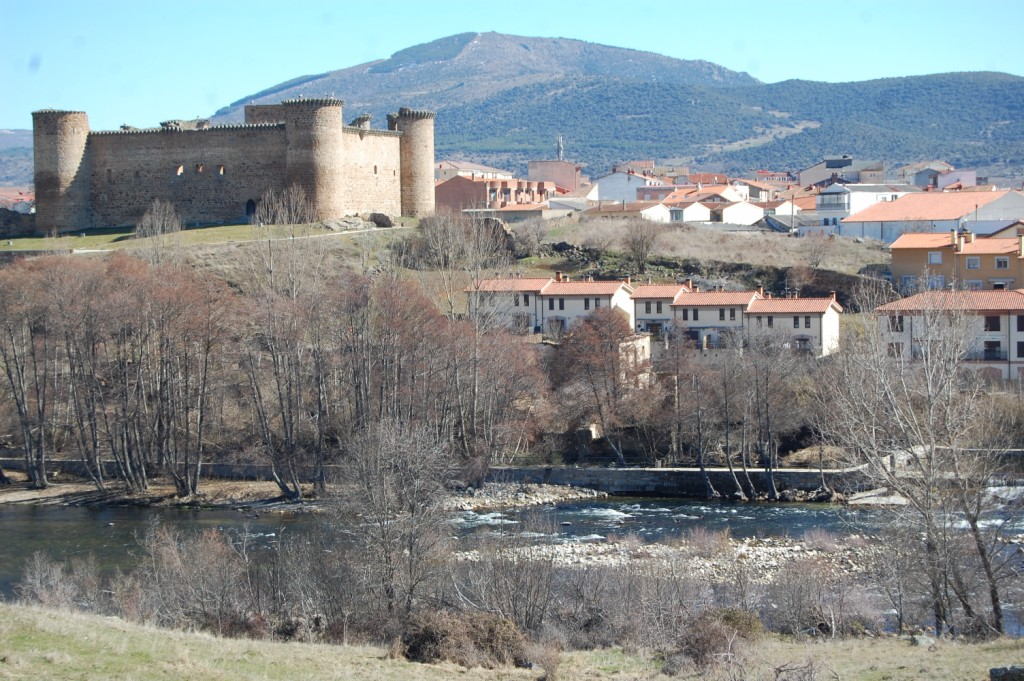
Castillo de El Barco de Ávila

Debido a la gran elevación del terreno (más de 1.200 metros de altitud media), su clima se caracteriza por inviernos muy fríos y veranos cortos y frescos, sobre todo en las noches. 
Está delimitada al norte por las estribaciones más occidentales de la Sierra de Ávila, al sur por la Sierra de Gredos; por La Serrota al este y por la Sierra de Béjar y el río Tormes al oeste. La Sierra de Villafranca la atraviesa en su parte central, de este a oeste, hasta las inmediaciones del Barco de Ávila. Dos son los principales ríos que riegan la comarca: el Corneja al norte y el Tormes al sur y al oeste. Aproximadamente un 10 por ciento del territorio, correspondiente al extremo sudoriental, vierte las aguas al Alberche. 
Abarca una extensión de 1.852 km² (23,3% de la superficie provincial) y tiene una población a 1 de enero de 2006, según el padrón de habitantes, de 14.642 almas, equivalente al 8,7 % de la provincial. La densidad de población es de 7,9 hab./km² (un valor que sobrepasa ligeramente la tercera parte de la media provincial —21,1 hab./km²—, de por sí una de las más bajas de España).
Solo 2 de los 63 municipios sobrepasan los 1.000 habitantes: El Barco de Ávila con 2.673 hab. y Piedrahíta con 1.948 hab. La Horcajada, con 672 habitantes, es el tercer municipio en número de habitantes.

La distribución poblacional de los municipios en función del número de habitantes es la siguiente:
| N.º de municipios | 5 | 16 | 27 | 12 | 1 | 2 |

Los términos municipales más extensos son los de San Juan de Gredos (95 km²), Navalonguilla (90), Navarredonda de Gredos (78) y Bohoyo (73). El menos extenso es Collado del Mirón con apenas 5 km².

La distribución municipal en función de su extensión es la siguiente:
| N.º de municipios | 10 | 22 | 8 | 6 | 8 | 6 | 3 |

El extremo despoblamiento de la comarca se comprueba analizando la densidad poblacional, 29 municipios no sobrepasan los 5 hab./km², siendo Navaescurial el de menor densidad (2,1 hab./km²). Solo 3 municipios superan los 20 hab./km²: El Barco de Ávila (223), Piedrahíta (70) y Aldeanueva de Santa Cruz (20 hab./km²). 

La distribución municipal en función de la densidad poblacional es la siguiente:
| N.º de municipios | 29 | 21 | 10 | 3 |

La altitud media de los núcleos poblacionales principales de cada municipio es de 1.195 m snm, oscilando entre los 999 m de San Bartolomé de Corneja y los 1600 m de Santiago de Tormes.

La distribución municipal en función de la altitud sobre el nivel del mar de sus núcleos de población principales es la siguiente:
| N.º de municipios | 1 | 24 | 17 | 5 | 5 | 4 | 7 |

La distancia a Ávila, la capital de provincia, oscila entre los 43 km desde Cepeda la Mora y los 100 km desde Neila de San Miguel.
Está compuesta por varias unidades fisiológicas entre las que destacan:

## Valle delCorneja

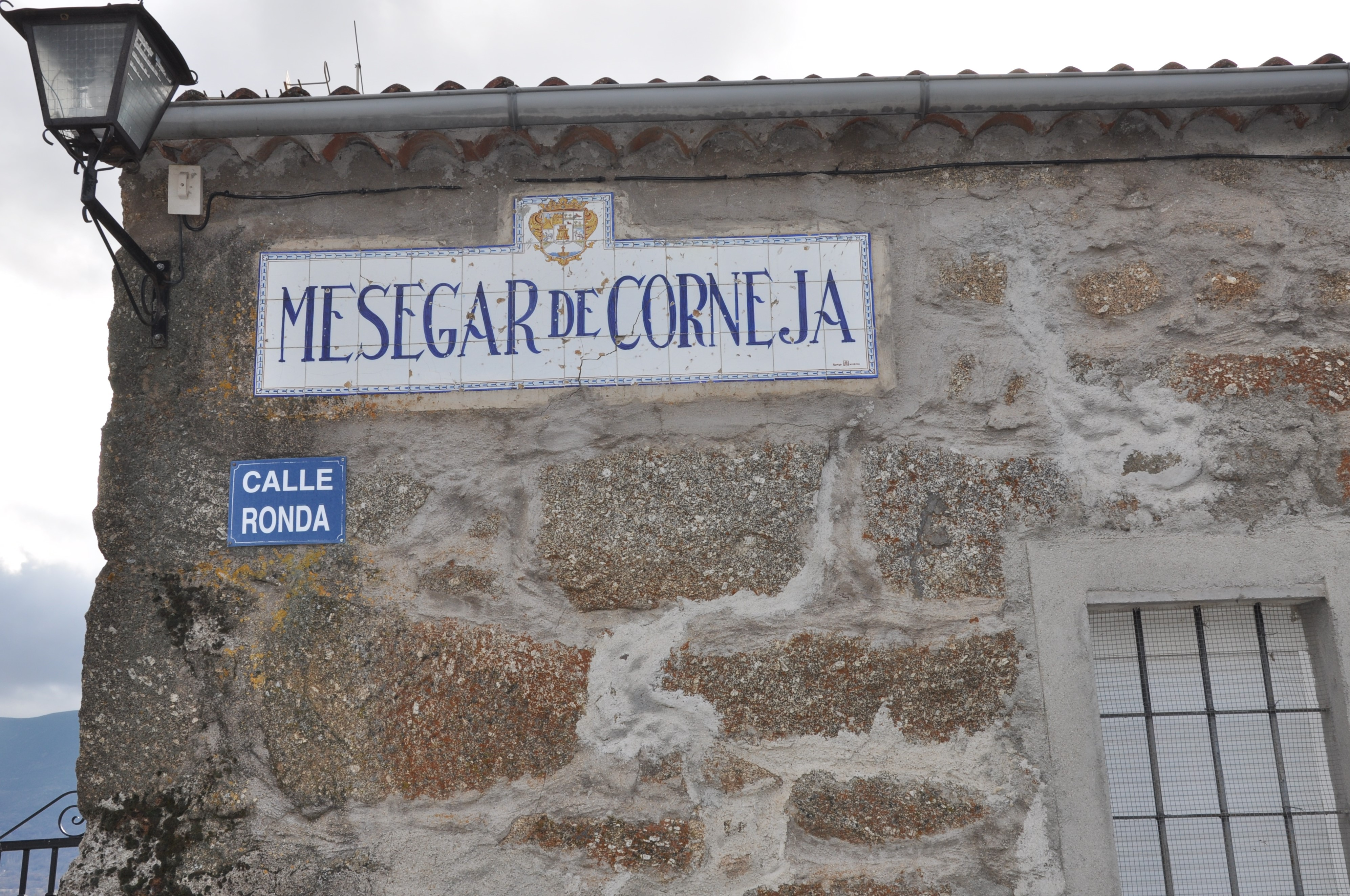
Azulejo con el nombre del pueblo, tradicionalmente utilizado en muchos municipios de la provincia de Ávila

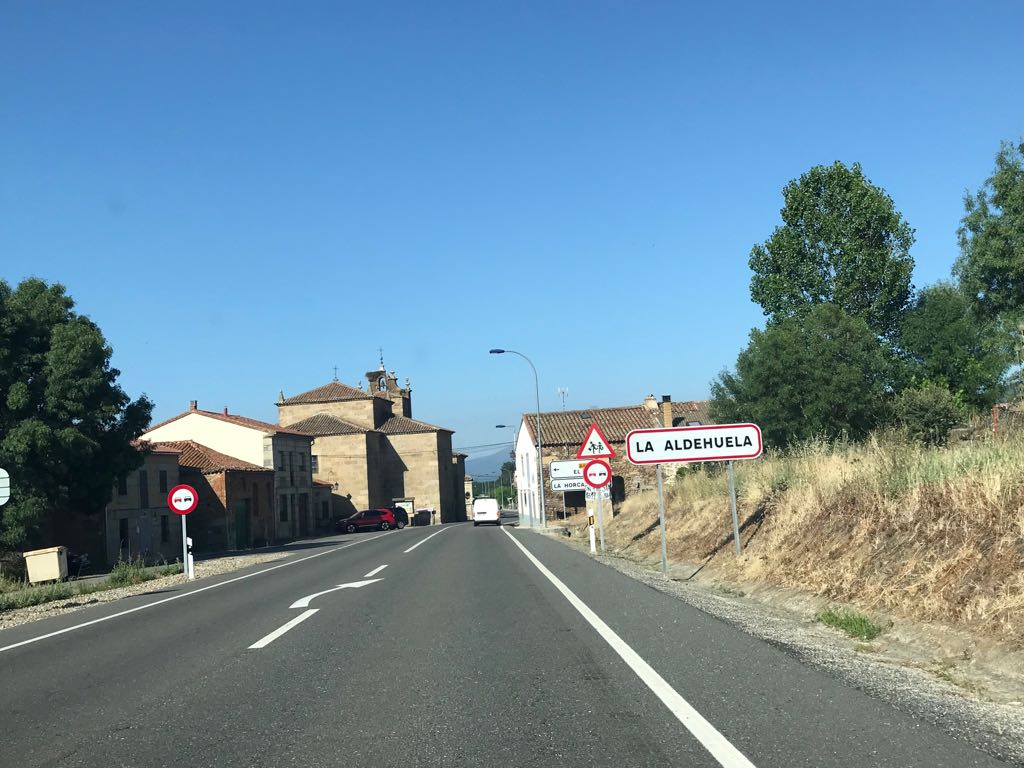
La Aldehuela desde la carretera N-110

Municipios más destacados:
- Collado del Mirón
- Hoyorredondo
- Malpartida de Corneja
- Mesegar de Corneja
- El Mirón
- Piedrahíta
- Villar de Corneja
- Villafranca de la Sierra

## Valle delTormes
Municipios más destacados:
- Aldeanueva de Santa Cruz
- La Aldehuela
- El Barco de Ávila
- Bohoyo
- El Losar del Barco
- Navalonguilla
- Santiago de Tormes
- Navarredonda de Gredos
- Hoyos del espino
- Navalperal de Tormes

## Valle delAlto Alberche
Municipios más destacados:
- Cepeda la Mora
- Garganta del Villar
- Navadijos
- San Martín de la Vega del Alberche
- San Martín del Pimpollar

## Municipios que la conforman
Los municipios englobados en esta comarca, exceptuando el de Vadillo de la Sierra, pertenecen judicialmente al Partido de Piedrahíta.

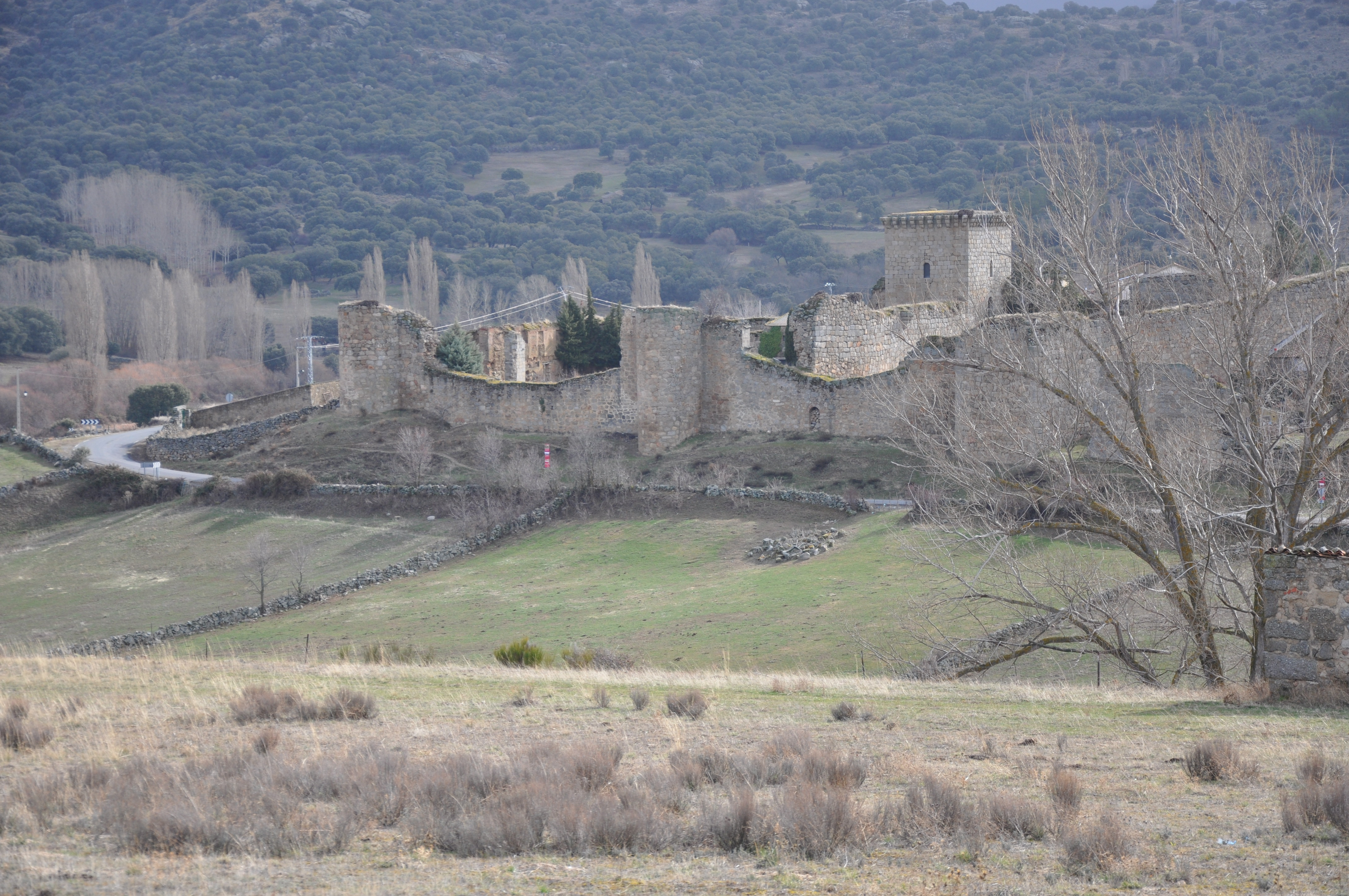
Murallas y castillo de Bonilla de la Sierra

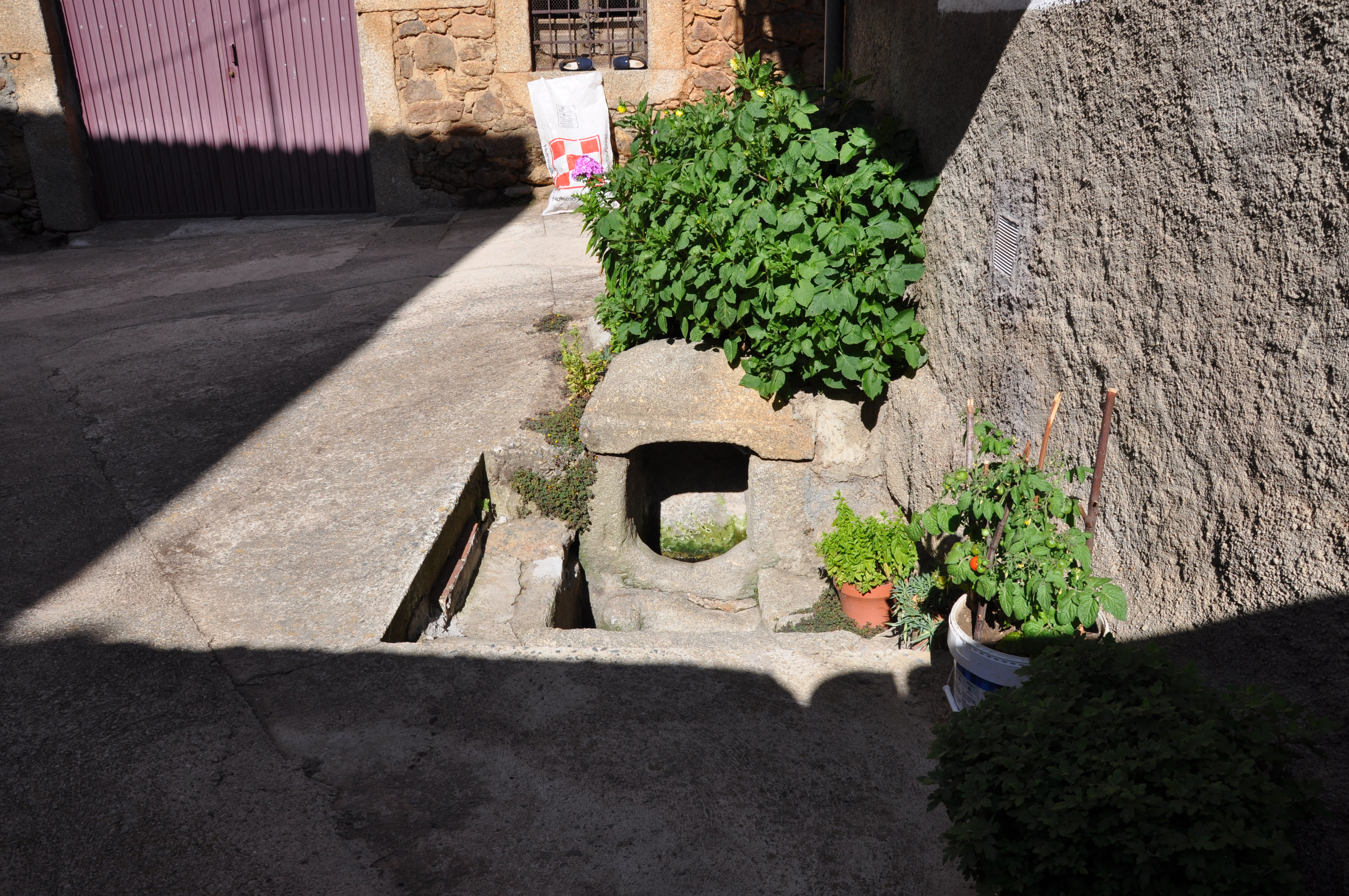
Fuentecilla del Llanillo,, Becedas

| - Aldeanueva de Santa Cruz - La Aldehuela - Arevalillo - Avellaneda - El Barco de Ávila - Becedas - Becedillas - Bohoyo - Bonilla de la Sierra - La Carrera - Casas del Puerto - Cepeda la Mora - Collado del Mirón - Garganta del Villar - Gil García - Gilbuena - La Horcajada - Hoyorredondo - Hoyos de Miguel Muñoz - Hoyos del Collado - Hoyos del Espino | - Junciana - Los Llanos de Tormes - El Losar del Barco - Malpartida de Corneja - Martínez - Medinilla - Mesegar de Corneja - El Mirón - Narrillos del Álamo - Nava del Barco - Navacepedilla de Corneja - Navadijos - Navaescurial - Navalonguilla - Navalperal de Tormes - Navarredonda de Gredos - Navatejares - Neila de San Miguel - Pascualcobo - Piedrahíta - Puerto Castilla | - San Bartolomé de Béjar - San Bartolomé de Corneja - San Juan de Gredos - San Lorenzo de Tormes - San Martín de la Vega del Alberche - San Martín del Pimpollar - San Miguel de Corneja - Santa María de los Caballeros - Santa María del Berrocal - Santiago de Tormes - Santiago del Collado - Solana de Ávila - Tormellas - Tórtoles de la Sierra - Umbrías - Vadillo de la Sierra - Villafranca de la Sierra - Villanueva del Campillo - Villar de Corneja - Zapardiel de la Cañada - Zapardiel de la Ribera |